# Florida Cevoli
Lucrezia Elena Cevoli (Pisa, 11 novembre 1685 – Città di Castello, 12 giugno 1767) è stata una religiosa italiana, beatificata dalla Chiesa cattolica.
(Beata Florida Cevoli)

## Biografia
Florida Cevoli nacque a Pisa l'11 novembre 1685, figlia del conte Curzio Cevoli e della marchesa Laura della Seta.
Nel 1697, la piccola Elena fu affidata alle suore del Collegio San Martino di Pisa.
Nel 1703 il suo percorso spirituale continuò con la decisione di entrare nel monastero delle clarisse Cappuccine di Città di Castello, e questo segnò un profondo cambiamento nella sua vita, che da agiata divenne povera ed ispirata alla regola di Santa Chiara.
Pertanto, dopo due anni di noviziato, il 10 giugno del 1705 Lucrezia Elena Cevoli prese i voti ed acquisì il nome di Florida.
Suor Florida fu tra le promotrici della causa di beatificazione della sua maestra Veronica Giuliani, della quale prese il posto di badessa dopo la sua morte avvenuta nel 1727.
A testimonianza di ciò, nel 1753 decise di far erigere un monastero proprio nella casa dei Giuliani a Mercatello sul Metauro.
Suor Florida morì il 12 giugno 1767.

## Culto
La sua causa di beatificazione fu iniziata nel 1838 e nel 1910 papa Pio X dichiarò l'eroicità delle sue virtù, ma la sua beatificazione sarà proclamata molti anni dopo, in data 16 maggio 1993 per volontà di papa Giovanni Paolo II.